# Jemaine Clement

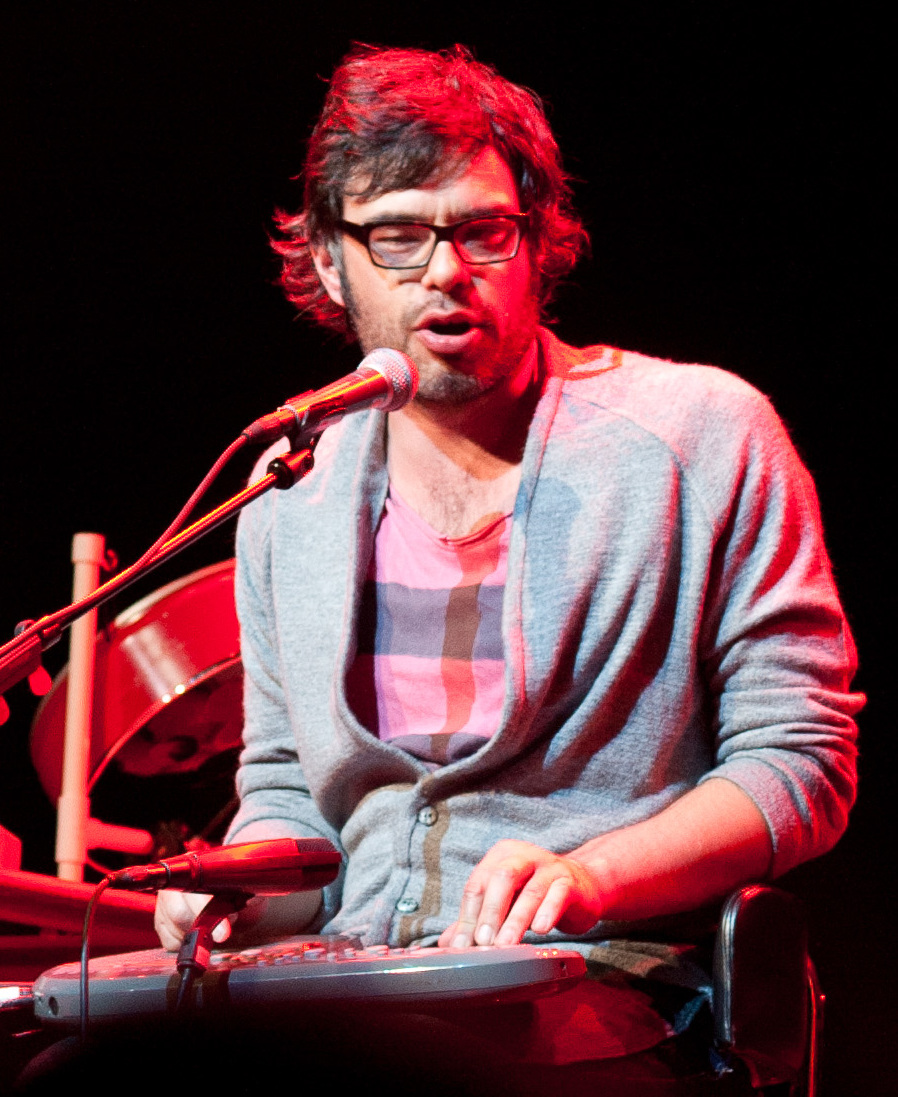
Jemaine Clement uppträder på Cirkus i Stockholm den 24 maj 2010.

Jemaine Clement, född 10 januari 1974 i Wairarapa, Nya Zeeland, är en nyzeeländsk musiker, komiker och skådespelare med europeisk och maorisk bakgrund. Clement är mest känd som ena halvan i duon Flight of the Conchords och för sin roll i HBO:s tv-serie med samma namn. När han studerade film och drama på Victoria University i Wellington lärde han känna Taika Waititi och tillsammans bildade de humorgruppen the Humourbeasts. Clement och Waititi har fortsatt jobba tillsammans då Waititi regisserat både Eagle vs Shark (2007) och avsnitt av Flight of the Conchords.

## Filmografi (i urval)
- 2007 – Eagle vs Shark
- 2007 – Flight of the Conchords (TV-serie)
- 2009 – Gentlemen Broncos
- 2009 – Diagnosis Death
- 2010 – Dinner for Schmucks
- 2010 – Predicament
- 2011 – Rio (röst)
- 2012 – Men in Black III
- 2014 – Rio 2 – Prövar vingarna i Amazonas (röst)
- 2016 – Stora vänliga jätten
- 2016 – Vaiana (röst)
- 2017 – The Lego Batman Movie (röst)
- 2022 – DC League of Super-Pets (röst)
- 2022 – Avatar: The Way of Water
- 2024 – Enhörningen Thelma (röst)
- 2024 – Harald och den magiska kritan
- 2025 – A Minecraft Movie
- 2025 – M3GAN 2.0
- 2025 – Avatar: Fire and Ash